# Valentin Păduroiu
Valentin Păduroiu (n. 18 octombrie 1961, București) este un fost deputat român în legislatura 2000-2004, ales în județul Sălaj pe listele PRM. Valentin Păduroiu a fost membru PRM până în mai 2001 iar din septembrie 2001 a trecut la PSD. În cadrul activității sale parlamentare, Valentin Păduroiu a fost membru în grupurile parlamentare de prietenie cu Republica Coreea și Republica Bulgaria.

## Legături externe
- Valentin Păduroiu Arhivat în 10 august 2020, la Wayback Machine. la cdep.ro

1. ↑   http://www.cdep.ro/pls/parlam/structura2015.mp?idm=231&cam=2&leg=2000&pag=0 Lipsește sau este vid: |title= (ajutor)
2. ↑  https://www.posta-romana.ro/cnpr-data/_editor/files/cvpaduroiu19.pdf